# Qaradağ (Gədəbəy)
Qaradağ è un comune dell'Azerbaigian situato nel distretto di Gədəbəy. Conta una popolazione di 1 318 abitanti.